# Obština Lom
Obština Lom (bulharsky Община Лом) je bulharská jednotka územní samosprávy v Montanské oblasti. Leží na severozápadě Bulharska podél Dunaje u hranic s Rumunskem. Sídlem obštiny je město Lom, kromě něj zahrnuje obština 9 vesnic. Žije zde necelých 28 tisíc stálých obyvatel.

## Sídla
| - Dobri Dol - Dolno Linevo - Lom (sídlo správy) - Kovačica | - Orsoja - Slivata - Stalijska Machala | - Stanevo - Trajkovo - Zamfir |

## Sousední obštiny
| Růžice kompasu | Dimovo   |             |           | Růžice kompasu |
| Růžice kompasu | Ružinci  | Sever       | Vălčedrăm | Růžice kompasu |
| Růžice kompasu | Ružinci  | Obština Lom | Vălčedrăm | Růžice kompasu |
| Růžice kompasu | Ružinci  | Jih         | Vălčedrăm | Růžice kompasu |
| Růžice kompasu | Brusarci | Medkovec    | Jakimovo  | Růžice kompasu |

## Obyvatelstvo
V obštině žije 27 577 stálých obyvatel a včetně přechodně hlášených obyvatel 31 799. Podle sčítání 1. února 2011 bylo národnostní složení následující:
- Bulhaři: 22 375 (81.6 %)
- Romové: 4 729 (17.2 %)
- Turci: 50 (0.2 %)
- ostatní: 267 (1.0 %)